# Маслова, Нина Ивановна
Нина Ивановна Маслова (укр. Ніна Іванівна Маслова; род. 1949) — советская и украинская спортсменка и тренер; Мастер спорта СССР, Заслуженный тренер Украины (1997), Заслуженный работник физической культуры и спорта Украины (2013).

## Биография
Родилась 27 декабря 1949 года в городе Термезе Сурхандарьинской области Узбекской ССР.
В 1972 году закончила Узбекский государственный институт физической культуры по специальности «Физическая культура и спорт», и в этом же году переехала в Херсон. С 1973 года работала тренером-преподавателем по пулевой стрельбе в детско-юношеской спортивной школе № 3 Херсонского городского совета.
С 2005 года Маслова работает в Херсонской школе высшего спортивного мастерства тренером-преподавателем. Входит в состав тренерского совета сборной команды Украины по подготовке к международным соревнованиям. В 2010 году была удостоена стипендии Президента Украины.
В числе воспитанников Нины Ивановны Масловой:
- Анна Чаплиева — мастер спорта международного класса, серебряный призер чемпионата Европы 2000 года, двукратная чемпионка Европы 1999, неоднократная победительница и призер всеукраинских соревнований по пулевой стрельбе;
- Дарья Логоша — мастер спорта международного класса, неоднократный призер чемпионатов и первенств Украины, серебряный и бронзовый призер чемпионата Европы среди юниоров 2004 года, двукратная бронзовая призёрка чемпионата Европы 2005 года среди юниоров;
- Сергей Кудря — мастер спорта международного класса, серебряный призер чемпионата Украины 2010 года и двукратный серебряный призер чемпионата Европы 2010 года;
- Дарья Тихова — мастер спорта международного класса, неоднократный призер международных соревнований, участница Олимпийских игр 2008 года в Пекине, рекордсменка Украины 2009 года, бронзовый призер чемпионата Европы 2011 года, член олимпийской сборной команды Украины на Играх Олимпиады 2012 года в Лондоне.